# Léon Gozlan

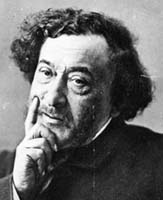
Léon Gozlan

 Léon Gozlan (* 1. September 1803 in Marseille; † 14. September 1866 in Paris) war ein französischer Schriftsteller.

## Leben und Werk
Léon Gozlan kam 1828 nach Paris, wo er als Kommis in einer Buchhandlung begann, wurde dann Mitarbeiter beim Figaro und Corsaire und schrieb im Lauf der Zeit eine Reihe von Romanen und Novellen, die größtenteils auch ins Deutsche übersetzt wurden.
Von einer Geschichte der Schlösser von Frankreich, die er begann, erschienen nur 2 Bände unter dem Titel: Les tourelles (1839). Zugleich war Gozlan auch als dramatischer Schriftsteller tätig. Das Théatre Odéon erhielt von ihm das Schauspiel  La main droite et la main gauche (1842).
Léon Gozlan starb 13 Tage nach seinem 63. Geburtstag am 14. September 1866 in Paris und fand auf dem Cimetière de Montmartre eine letzte Ruhestätte.
Balzac widmete ihm seine Erzählung Autre étude de femme.

## Ehrungen
- 1846 Mitglied der Ehrenlegion
- 1859 Offizier der Ehrenlegion (2. Klasse)

## Werke (Auswahl)
Romane und Novellen
- Le notaire de Chantilly. Slatkine, Genf 1973 (Nachdr. d. Ausg. 1836).
- Der Arzt („Le médecin du Pecq“). Wigand, Leipzig 1844.
- Le plus beau rève d'un millionnaire. Neuaufl. Michel-Levy, Paris 1863.
- Casimira von Chantilly („Le dragon rouge“). Verlag Kollmann, Leipzig 1843 (2 Bde.).
- Aristide Froissard („Froissart“). Wigand, Leipzig 1844.
- Les nuits du Père-La-Chaise. 2. Auflage. Hetzel, Paris 1887.
- La famille Lambert. Drame en deux actes en prose. Lèvy, Paris 1860.
- Les émotions de Polydore Marasquin. Éditions France-Empire, Paris 1980 (Nachdr. d. Ausg. Paris 1857).
- Balzac intim. Erinnerungen eines Zeitgenossen („Balzac chez lui“). Diogenes Verlag, zürich 2007, ISBN 978-3-257-23663-7 (übersetzt durch Ossip Kalenter).
- Geschichte eines Diamanten („Le diamant et le verre“). Scherl Verlag, Berlin 1912.

Dramen
- Le lion empaillé. Comédie-Vaudeville en deux actes. Paris 1848.
- Trois rois, trois dames. Velhagen & Klasing, Bielefeld 1850.
- La queue du chien d'Alcibiade. Comédie en deux actes. Lèvy, Paris 1850.
- Louise de Nanteuil. Piece en cinq actes. Lèvy, Paris 1854.
- Regen und Sonnenschein. Lustspiel in einem Akt („La pluie et le beau temps“). Schweiger, Wien 1862.
- Eva. Drama in 5 Aufzügen („Éve“). Gärtner Verla, Dresden 1849.
- Notre-Dame des Abîmes. Drame en cinq actes. Dondey-Duprey, Paris 1845.
- Das schwarze Buch. Drama in 5 Akten („Le livre noir“). Hayn, Berlin 1848.